# Sorocaba
Sorocaba (IPA: [so̞ɾo̞ˈkabɐ]) nagyváros Brazíliában, São Paulo államban. São Paulótól kb. 100 km-re nyugatra fekszik. Sorocaba Araçoiaba da Serra, Votorantim, Mairinque, Alumínio, Iperó, Itu, Porto Feliz és Salto de Pirapora községekkel határos.

## Népesség
| Lakosok száma | 493 468 | 586 625 | 644 919 | 687 357 | 695 328 | 723 574 |
|               | 2000    | 2010    | 2015    | 2020    | 2021    | 2022    |